# 卡斯特罗波达梅
卡斯特罗波达梅，是西班牙卡斯蒂利亚-莱昂莱昂省的一个市镇。 总面积60平方公里，总人口1841人（001年），人口密度31人/平方公里。